# Tret distintiu
Un tret distintiu és la característica que permet diferenciar un fonema d'un altre, és a dir, els trets que formen cada so i que són pertinents per formar un parell mínim, ja que hi ha diferències entre sons que no alteren el sentit de les paraules, són solament variacions personals o contextuals i, per tant, no es consideren trets distintius. La presència d'un determinat tret es marca amb un signe + i la seva absència amb -, de manera que cada fonema es pot definir per oposició segons una graella de trets distintius, esquematitzats entre claudàtors.
Aquestes característiques s'usen en fonologia, mentre que en fonètica els sons es descriuen amb el quadre de l'AFI, indicant el punt, el mode d'articulació i la sonoritat en el cas de les consonants, i la posició de la llengua i l'obertura dels llavis en el cas de les vocals.

## Tipus de trets distintius
El primer tret destacable és [± cons] que distingeix les consonants de les vocals, que no presenten obstrucció en el pas de l'aire. El segon és [± son] que separa els sons en sords i sonors segons la vibració de les cordes vocals. El tercer, [± sil], indica si el so pot actuar com a nucli d'una síl·laba en aquella llengua concreta. Aquests tres trets s'anomenen trets majors o bàsics.
Respecte al mode d'articulació, els trets més destacables són [±son], que indica si el so es pot produir contínuament, sense interrompre's (per exemple el so /p/ no pot repetir-se sense pausa, mentre que si es pot fer amb /m/); [± nas], que separa els fonemes en nasals i orals; [± est], que anomena certs sons com a estridents per la presència de soroll blanc i [± lat], que divideix els fonemes en laterals i no laterals, essent els primers els sons on l'aire escapa pels costats de la llengua aixecada, com passa a /l/.
Els trets que afecten al punt d'articulació són [± round], que indica si els llavis s'arrodoneixen o no (es poden comparar els sons /o/, arrodonit, i el so de la /i/, no arrodonit); [± ant], que descriu com toca la llengua al punt d'obstrucció, essent [+ ant] els fonemes on és la punta de la llengua la que articula de manera preferent; [± dist], que mostra un moviment o no de la llengua i [± alt], que significa que la part posterior de la llengua s'eleva o no. A diferència dels trets en fonètica, no s'especifica on toca la llengua, ja que no és rellevant per distingir fonemes